# Jill Ireland
Jill Dorothy Ireland (24 de abril de 1936 – 18 de maio de 1990) foi uma atriz e cantora inglesa. Ela apareceu em dezesseis filmes com seu segundo marido, Charles Bronson, e também esteve envolvida em outros dois filmes de Bronson como produtora.

## Vida e carreira
Nascida em Londres, Ireland era filha de um importador de vinhos. Ela começou a atuar em meados da década de 1950 com pequenos papéis em filmes como Simon and Laura (1955) e Three Men in a Boat (1956).
Em 1957, Ireland casou-se com o ator David McCallum depois que o casal se conheceu enquanto trabalhava no filme Hell Drivers (1957). Mais tarde, eles apareceram juntos em cinco episódios de The Man from U.N.C.L.E.: "The Quadripartite Affair" (The Quadripartite Affair" (temporada 1, episódio 3, 1964), "The Giuoco Piano Affair" (temporada 1, episódio 7, 1964), "The Tigers Are Coming Affair" (temporada 2, episódio 8, 1965) e "The Five Daughters Affair" em duas partes (temporada 3, episódios 28 e 29, 1967). Eles tiveram três filhos, Paul, Valentine e Jason (que foi adotado). McCallum e Ireland se divorciaram em 1967. Jason McCallum morreu de overdose de drogas em 1989, seis meses antes da morte de Ireland.
Em 1968, Ireland casou-se com Charles Bronson. Ela o conheceu quando ele e McCallum estavam filmando The Great Escape (1963) alguns anos antes. Juntos, eles tiveram uma filha, Zuleika, e adotaram uma filha, Katrina. Eles permaneceram casados até a morte de Ireland em 1990.